# بارونيسي
بارونيسي (بالإيطالية: Baronissi)‏ هي بلدية في مقاطعة سالرنو في منطقة كمبانية جنوب غرب إيطاليا.